# Hybalus bigibber
Hybalus bigibber är en skalbaggsart som beskrevs av Edmund Reitter 1892. Hybalus bigibber ingår i släktet Hybalus och familjen Orphnidae. Inga underarter finns listade i Catalogue of Life.